# England's Newest Hit Makers
England's Newest Hit Makers è il primo album della discografia americana dei Rolling Stones. Corrispondente dell'album inglese The Rolling Stones ma con Not Fade Away al posto di Mona (I Need You Baby) di Bo Diddley.

## Tracce

### Lato A
1. Not Fade Away – 1:48 (Buddy Holly/Norman Petty)
2. Route 66 – 2:20 (Bobby Troup)
3. I Just Want to Make Love to You – 2:16 (Willie Dixon)
4. Honest I Do – 2:08 (Jimmy Reed)
5. Now I've Got a Witness – 2:28 (Nanker Phelge)
6. Little by Little – 2:37 (Nanker Phelge/Phil Spector)

### Lato B
1. I'm a King Bee – 2:33 (James Moore)
2. Carol – 2:31 (Chuck Berry)
3. Tell Me – 4:05 (Jagger/Richards)
4. Can I Get a Witness – 2:54 (B.Holland/Dozier/E.Holland)
5. You Can Make It If You Try – 2:00 (Ted Jarret)
6. Walking the Dog – 3:08 (Rufus Thomas)

## Formazione
- Mick Jagger – voce, armonica a bocca, percussioni
- Keith Richards –  chitarra, cori
- Brian Jones – chitarra, armonica a bocca, percussioni, cori
- Bill Wyman – basso, cori
- Charlie Watts – batteria

### Altri musicisti
- Ian Stewart – pianoforte in Tell Me e in Can I Get a Witness; organo in Now I've Got a Witness e in You Can Make It If You Try
- Gene Pitney – pianoforte in Little by Little
- Phil Spector – maracas in Little by Little

## Migliore posizione in classifica
| Anno | Classifica | Posizione |
| ---- | ---------- | --------- |
| 1964 | Billboard  | N. 11     |